# أليكسي تشيشيبابين
أليكسي تشيشيبابين (الروسية: Алексей Евгеньевич Чичибабин) (مواليد 17 مارس 1871 - وفيات 15 أغسطس 1945) هو عالم كيمياء روسي/ سوفيتي. ينسب إلى العالم التفاعلات الاسمية : اصطناع تشيشيبابين للبيريدين وتفاعل تشيشيبابين.
ولد أليكسي تشيشيبابين سنة 1871 في مقاطعة سومي أوبلاست الأوكرانية، ودرس الكيمياء في جامعة موسكو الحكومية بين سنتي 1888 و 1892، ثم أكمل أبحاث الدكتوراه في جامعة سانت بطرسبرغ الحكومية.
توفي أليكسي تشيشيبابين سنة 1945 في مدينة باريس الفرنسية.